# Hello, My Twenties!
Hello, My Twenties! (청춘시대?, CheongchunsidaeLR, lett. L'età della giovinezza; conosciuta anche come Age of Youth) è una serie televisiva sudcoreana trasmessa su jTBC. La prima stagione è andata in onda dal 22 luglio al 27 agosto 2016, mentre la seconda, ordinata il 16 febbraio 2017, dal 25 agosto al 7 ottobre 2017. A fare da collegamento tra le due è stato realizzato un webtoon di 24 capitoli, Cheongchunsidae: Cheongchun-iran ireum arae ji-wojineun geotdeul (청춘시대: 청춘이란 이름 아래 지워지는 것들?, lett. L'età della giovinezza: Cose cancellate nel nome della gioventù), disegnato da Soo-jung e pubblicato gratuitamente su KakaoPage dal 25 agosto 2017 al 16 febbraio 2018.
A livello internazionale è stata distribuita sottotitolata dal servizio on demand Netflix.

## Trama
Yoo Eun-jae, matricola universitaria, si trasferisce al pensionato Belle Epoque, dove convive con altre quattro ragazze. Yoon Jin-myung si barcamena tra numerosi lavori part-time, tanto da non avere tempo da dedicare allo studio, al sonno o al divertimento; Jung Ye-eun ama spettegolare e concentra tutta se stessa sul suo ragazzo; Song Ji-won impiega le sue energie per trovare un fidanzato e non si fa scrupoli a parlare di sesso; Kang Yi-na finge di essere una studentessa, ma in realtà è una escort.
Nella seconda stagione, Yi-na lascia il Belle Epoque e il suo posto viene preso da Jo Eun, una ragazza molto alta venuta a cercare la destinataria di una lettera trovata in un libro usato.

## Personaggi

### Personaggi principali
- Yoon Jin-myung (stagioni 1-2), interpretata da Han Ye-ri e Kim Ha-eun (stagione 2, da bambina)
- Jung Ye-eun (stagioni 1-2), interpretata da Han Seung-yeon, Park Ha-rang e Hyun Hye-won (stagione 2, da bambina)
- Song Ji-won (stagioni 1-2), interpretata da Park Eun-bin e Jo Seo-yeon (stagione 2, da bambina)
- Kang Yi-na (stagioni 1-2), interpretata da Ryu Hwa-young
- Yoo Eun-jae (stagioni 1-2), interpretata da Park Hye-su (stagione 1), Ji Woo (stagione 2), Lee Na-yoon (stagione 1, da bambina) e Jun Hye-in (stagione 2, da bambina)
- Jo Eun (stagione 2), interpretata da Choi Ah-ra e Jung Sun-ah (da bambina)

### Personaggi ricorrenti
- Park Jae-wan (stagioni 1-2), interpretato da Yoon Park
Chef e collega di Jin-myung nella prima stagione.
- Oh Jong-gyu (stagione 1), interpretato da Choi Deok-moon
Confidente di Yi-na.
- Go Doo-young (stagioni 1-2), interpretato da Ji Il-joo
Fidanzato di Ye-eun.
- Yoon Jong-yeol (stagioni 1-2), interpretato da Shin Hyun-soo
Compagno di corso di Eun-jae.
- Im Sung-min (stagioni 1-2), interpretato da Son Seung-won
Membro del club di giornalismo insieme a Ji-won.
- Seo Dong-joo (stagione 1), interpretato da Yoon Jong-hoon
Amico di Yi-na.
- Kwon Ho-chang (stagione 2), interpretato da Lee Yoo-jin
Timido studente d'ingegneria che inizia a uscire con Ye-eun.
- Heimdall/Lee Jin-kwang (stagione 2), interpretato da Ahn Woo-yeon
Membro del gruppo idol Asgard.
- Han Yoo-kyung (stagioni 1-2), interpretata da Ha Eun-seol
Amica di Ye-eun.
- Song Kyung-ah (stagioni 1-2), interpretata da Choi Bae-young
Amica di Ye-eun.
- Shin Yool-bin (stagioni 1-2), interpretato da Yoon Yong-joon
Prima cotta di Eun-jae.
- Kimhan So-young (stagioni 1-2), interpretata da Kwon Eun-soo
Compagna di corso di Eun-jae.
- Ahn Ye-ji (stagione 2), interpretata da Shin Se-hwi
Amica di Jo Eun.

### Altri personaggi
- Direttore (stagione 1), interpretato da Min Sung-wook
Direttore del ristorante dove Jin-myung lavoro part-time nel fine settimana.
- Jo Hyun-hee (stagione 1), interpretata da Yoon Jin-sol
Collega di Jin-myung al ristorante.
- Hong Ja-eun (stagione 2), interpretata da Seo Eun-woo
Collega di Jin-myung alla Oh & Park Entertainment.
- Caposquadra Jo (stagione 2), interpretato da Song Jae-ryung
Collega di Jin-myung alla Oh & Park Entertainment.
- Direttrice Oh (stagione 2), interpretato da Jung Hee-soon
Collega di Jin-myung alla Oh & Park Entertainment.
- Dirigente della Oh & Park Entertainment (stagione 2), interpretato da Lee Yoon-sang
- Proprietaria del pensionato Belle Epoque (stagione 1), interpretata da Moon Sook
- Assicuratore (stagione 1), interpretato da Kim Chang-hwan
- Membri degli Asgard, interpretati dai Pentagon
  - Thor/Park Woo-seok, interpretato da Jung Woo-seok
  - Baldr/Choi Jin-ho, interpretato da Jo Jin-ho
  - Ullr/Kim Shin-won, interpretato da Go Shin-won
  - Týr/Shin Chang-goo, interpretato da Yeo One
  - Odino, interpretato da Yuto Adachi
  - Freyr, interpretato da Kino
- Madre di Yoon Jin-myung (stagione 1), interpretata da Kim Hyo-jin
- Ahn Jung-hee (stagioni 1-2), interpretata da Lee Kyung-shim
Madre di Eun-jae.
- Patrigno di Yoo Eun-jae (stagioni 1-2), interpretato da Seo Sang-won
- Zia di Yoo Eun-jae (stagione 1), interpretata da Shin Yeon-sook
- Madre di Jung Ye-eun (stagione 2), interpretata da Lee Kan-hee
- Padre di Jung Ye-eun (stagione 2), interpretato da Hong Seo-joon
- Madre di Song Ji-won (stagione 2), interpretata da Kim Jung-young
- Padre di Song Ji-won (stagioni 1-2), interpretato da Nam Moon-cheol
- Madre di Jo Eun (stagione 2), interpretata da Kim Ho-jung
- Padre di Jo Eun (stagione 2), interpretato da Kim Hak-sun
- Jo Hyun (stagione 2), interpretata da Jang Eun-chae
Sorellastra di Jo Eun.
- Hwang Woo-seob (stagione 2), interpretato da Kwon Soo-hyun
- Madre di Kwon Ho-chang (stagione 2), interpretata da Lee Ji-ha
- Jo Choong-hwan (stagione 2), interpretato da Jo Byung-gyu
- Moon Hyo-jin (stagione 2), interpretata da Choi Yu-hwa e Park Chae-won (da bambina)
- Fidanzato di Moon Hyo-jin (stagione 2), interpretato da Yoon Kyung-ho
- Han Kwan-young (stagione 2), interpretato da Yeo Moo-young
Professore d'arte di Ji-won e Hyo-jin alle elementari.
- Figlia di Han Kwan-young (stagione 2), interpretata da Gong Sang-ah

## Episodi

### Prima stagione
| Episodio | Titolo | Data di trasmissione | Ascolti (a livello nazionale) | Ascolti (a livello nazionale) |
| Episodio | Titolo | Data di trasmissione | Dati AGB                      | Dati TNMS                     |
| -------- | --- | -------------------- | ----------------------------- | ----------------------------- |
| 1        | Paura della partenza #Pantofole (출발선상의 두려움 #슬리퍼)                                                                                     | 22 luglio 2016       | 1,310%                        | 0,9%                          |
| 2        | Questa biancheria è tua? #Bugie e visi struccati (이 팬티가 네 팬티냐? #거짓말과 민낯)                                                          | 23 luglio 2016       | 0,473%                        | 1,0%                          |
| 3        | Non mi sono amata neanche una volta #Radici marce (단 한번도 스스로를 사랑하지 않았노라 #썩은 구근)                                             | 29 luglio 2016       | 0,911%                        | 1,4%                          |
| 4        | Il mio sogno è fare l'impiegata #Prova di povertà (내 꿈은 회사원이다 #가난의 증명)                                                             | 30 luglio 2016       | 0,807%                        | 0,9%                          |
| 5        | Il motivo per amare qualcuno, il motivo per non amare qualcuno #Uomini e donne (누군가를 사랑하려는 이유, 혹은 사랑하지 않으려는 이유 #남과 여) | 5 agosto 2016        | 0,788%                        | 1,5%                          |
| 6        | Col senno di poi, era un'avvisaglia #Punto di partenza (알고 나면 그날의 일은 복선이 된다 #시발점)                                              | 6 agosto 2016        | 1,279%                        | 1,6%                          |
| 7        | Sono una persona che non dovrebbe essere felice #Paralisi nel sonno (나는 행복하면 안 되는 사람입니다 #가위)                                    | 12 agosto 2016       | 1,361%                        | 1,5%                          |
| 8        | Speranza, quella dannata speranza #Uomo sospetto (희망, 그 빌어먹을 놈의 희망 #수상한 남자)                                                     | 13 agosto 2016       | 1,373%                        | 1,6%                          |
| 9        | Se rimani al tuo posto, non ti perderai #Scarpe (제 자리에 서 있으면 길을 잃지 않는다 #구두)                                                    | 19 agosto 2016       | 1,752%                        | 2,8%                          |
| 10       | Crediamo perché vogliamo credere #Bugie (우리는 믿고 싶어서 믿는다 #거짓말)                                                                     | 20 agosto 2016       | 1,265%                        | 1,4%                          |
| 11       | Se guardi attentamente, tutti hanno le loro circostanze speciali #Orecchini (알고 보면 모두가 특별한 사연들 #귀걸이)                            | 26 agosto 2016       | 2,508%                        | 2,5%                          |
| 12       | Eppure, la vita va avanti #Conseguenze (그래도 삶은 계속된다 #후유증)                                                                           | 27 agosto 2016       | 2,122%                        | 2,2%                          |
| Media    | Media | Media                | 1,329%                        | 1,608%                        |

### Seconda stagione
| Episodio | Titolo originale                                                                               | Titolo italiano                          | Data di trasmissione | Dati AGB            | Dati AGB                   | Dati TNMS           |
| Episodio | Titolo originale                                                                               | Titolo italiano                          | Data di trasmissione | A livello nazionale | Area metropolitana di Seul | A livello nazionale |
| -------- | ---------------------------------------------------------------------------------------------- | ---------------------------------------- | -------------------- | ------------------- | -------------------------- | ------------------- |
| 1        | Mi arrabbio per le piccole cose #Noi (나는 작은 것에 열 받는다 #우리들)                        | Arrabbiarsi per nulla #TheWorldofUs      | 25 agosto 2017       | 2,228%              | 1,995%                     | 2,5%                |
| 2        | Sono una codarda #Estranea (나는 겁쟁이다 #이방인)                                             | Vigliaccheria #LoStraniero               | 26 agosto 2017       | 2,405%              | 2,341%                     | 2,9%                |
| 3        | Ho deciso di odiarti #Crimine e punizione (나는 널 미워하기로 마음먹었다 #죄와벌)              | Decidere di odiare #DelittoeCastigo      | 1 settembre 2017     | 1,657%              | N.D.                       | 1,7%                |
| 4        | Sono sopravvissuta #Gene egoista (나는 살아남았다 #이기적 유전자)                              | Sopravvivere #IlGeneEgoista              | 2 settembre 2017     | 2,431%              | 2,256%                     | 3,1%                |
| 5        | Il mio cuore è incostante come un'erba al vento #Primo amore (나는 마음 갈대와 같도다 #첫사랑) | Il cuore tentenna #FirstLove             | 8 settembre 2017     | 2,248%              | N.D.                       | 2,8%                |
| 6        | Sono un miracolo #Alla ricerca del tempo perduto (나는 기적이다 #잃어버린 시간을 찾아서)       | Miracolata #AllaRicercadelTempoPerduto   | 9 settembre 2017     | 2,817%              | 2,658%                     | 3,2%                |
| 7        | Ero il centro del mondo #La lettera scarlatta (나는 세상의 중심이었다 #주홍 글씨)              | Il centro del mondo #LaLetteraScarlatta  | 15 settembre 2017    | 2,839%              | 2,825%                     | 3,1%                |
| 8        | Nego me stessa #Confessione (나는 나를 부정한다 #고백)                                         | Mancanza di onestà #Confessioni          | 16 settembre 2017    | 3,099%              | 3,092%                     | 3,0%                |
| 9        | Sono stata ferita #Paradiso perduto (나는 상처가 되었다 #실낙원)                               | Ferite #ParadisoPerduto                  | 22 settembre 2017    | 2,772%              | 2,674%                     | 2,7%                |
| 10       | Potrei essere io #Possibilità (나일지도 모른다 #확률)                                          | Potrei essere io #L'altraMetàdellaStoria | 23 settembre 2017    | 3,145%              | 3,029%                     | 4,0%                |
| 11       | Ho tradito me stessa #Crollo (나는 나를 배신했다 #추락)                                        | Tradirsi #Vergogna                       | 29 settembre 2017    | 3,657%              | 3,494%                     | 3,6%                |
| 12       | Affermo me stessa #Stand by me (나는 나를 긍정한다 #스탠바이미)                                | Accettarsi #StandbyMe                    | 30 settembre 2017    | 4,069%              | 3,725%                     | 4,2%                |
| 13       | Ho visto me stessa #Tutte belle parole (나는 나를 보았다 #모두 다 예쁜 말들)                   | Vedersi #CavalliSelvaggi                 | 6 ottobre 2017       | 3,040%              | 2,893%                     | 2,8%                |
| 14       | Hanno i loro specchi #Addio, ci vediamo domani (그들은 그들의 거울이 있다 #안녕 내일 또 만나)  | I loro specchi #SoLongSeeYouTomorrow     | 7 ottobre 2017       | 3,252%              | 2,960%                     | 4,1%                |
| Media    | Media                                                                                          | Media                                    | Media                | 2,836%              | N.D.                       | 3,1%                |

## Colonna sonora
Prima stagione
1. The Whereabouts of Love – Maximilian Hecker
2. On Your Collarbone – Jordan Klassen
3. Enjoy the View – David Choi
4. Offbeat – Clara C
5. 24 Hours – Mayu Wakisaka
6. Toodoo – The Tellers
7. What Up? – Hector Guerra
8. Dick & Jane – Sidney York
9. Mirage of Bliss (Part I) – Maximilian Hecker
10. Out of the World (세상 밖으로)
11. Belle Epoque's Wonderland (이상한 나라의 벨에포크)
12. 하메들
13. Don't Be Impatient! (조바심 치지마!)
14. An Irresistible Pain (건드릴 수 없는 고통)
15. How About Wandering (방황하면 어때)
16. Butterfly (2016 Remastered)
17. Moment (2016 Remastered) (순간 (2016 Remastered))
18. Night That Leads to Winter (2016 Remastered) 겨울로 가기 위해 사는 밤 (2016 Remastered)
19. In The Middle of Love (2016 Remastered) (사랑의 한가운데 (2016 Remastered))
20. Everyday Confession (2016 Remastered) (매일의 고백 (2016 Remastered))

Seconda stagione
1. Age of Youth (청춘시대) – Kim Min-hong feat. Drain
2. Farewell Flower (OST Remastered ver.) (별 안녕의 꽃 (OST Remastered ver.)) – Temperature of Saying "Hi" feat. Moha
3. My Answer (OST Remastered ver.) (나의 대답 (OST Remastered ver.)) – Kang Ah-sol
4. When The Cold Wind Blows (OST Remastered ver.) (차가운 바람이 불면 (OST Remastered ver.)) – Addnine Project feat. Moha
5. The Days Are Like Today (OST Remastered ver.) (오늘 같은 날엔 (OST Remastered ver.)) – Drain
6. People Who Live a Solitary Life (OST Remastered ver.) (홀로 있는 사람들 (OST Remastered ver.)) – Sister's Barbershop
7. 번지네 (OST Remastered ver.) – HoA
8. Love (Seesaw version) (사랑 (시소버전) (OST Remastered ver.)) – Sogyumo Acacia Band
9. Bluedawn (푸른새벽) – Kim Min-hong
10. Fills Me Up (OST Remastered ver.) – Big Little Lions
11. Memory (OST Remastered ver.) – The Tellers
12. The Most Bored David Jules Ever Got (OST Remastered ver.) – Jordan Klassen
13. Feather In The Wind (OST Remastered ver.) – Susie Suh
14. Soon (OST Remastered ver.) – Big Little Lions
15. Dick & Jane (OST Remastered ver.) – Sidney York

## Riconoscimenti
| Anno | Premio             | Categoria                       | Ricevente      | Risultato       |
| ---- | ------------------ | ------------------------------- | -------------- | --------------- |
| 2016 | Asia Artist Awards | Premio stella nascente          | Park Hye-su    | Vincitore/trice |
| 2016 | Asia Artist Awards | Premio stella nascente          | Shin Hyun-soo  | Vincitore/trice |
| 2016 | Korea Drama Awards | Premio stella dell'onda coreana | Han Seung-yeon | Vincitore/trice |